# Веселин Стойков
Веселин Стойков е немски оперен певец, бас-баритон, мениджър и вокален педагог от български произход.
Веселин Стойков дебютира през 1995 на сцената на Държавна Опера Стара Загора в ролята на Дон Базилио в „Севилският бръснар“.